# Tormenta tropical Imelda

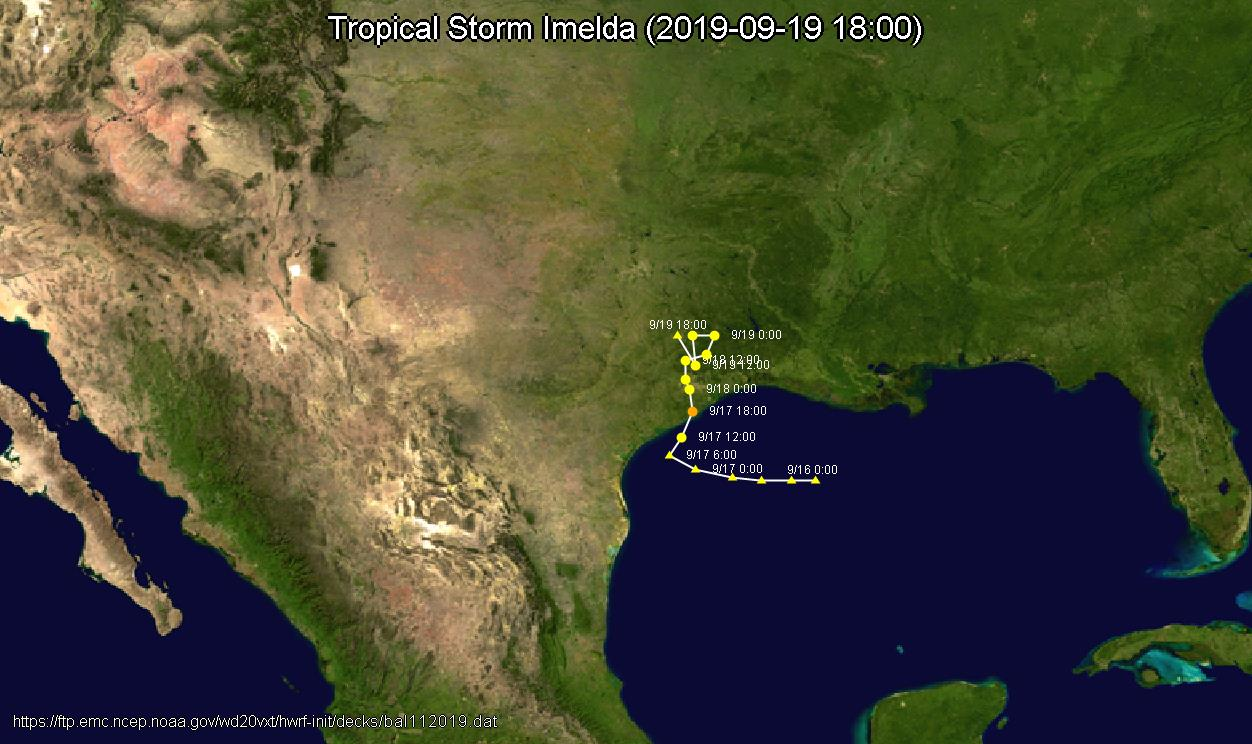

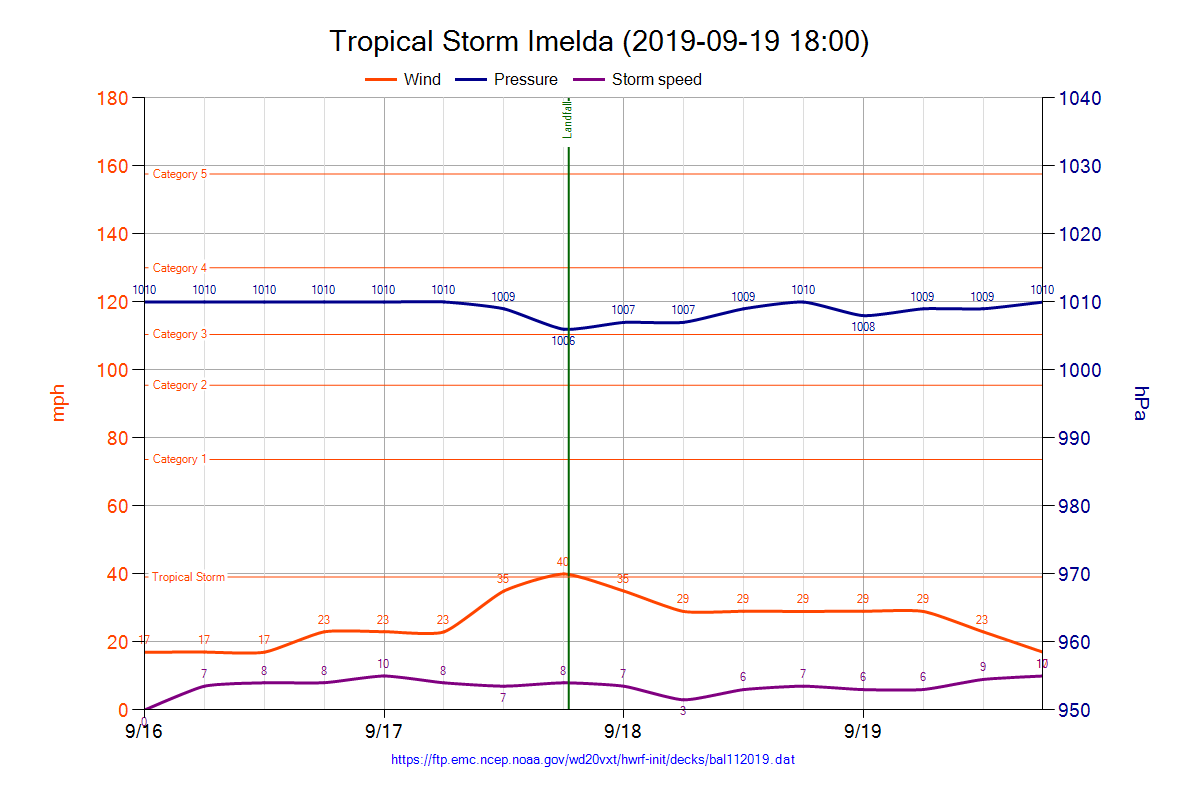

Tormenta tropical Imelda fue un ciclón tropical débil pero catastrófico cuyos restos están causando inundaciones repentinas récord en el área sureste Texas. El undécimo ciclón tropical y el noveno  tormenta con nombre de la temporada de huracanes del Atlántico 2019, Imelda se formó a partir de una baja de nivel superior que se desarrolló en el Golfo de México y se movió hacia el oeste . Poco desarrollo ocurrió hasta que el sistema estuvo cerca de la costa de Texas, donde rápidamente se convirtió en una tormenta tropical antes de trasladarse a tierra poco después.
Los impactos comenzaron el 17 de septiembre, cuando tocó tierra como una tormenta tropical débil; Imelda trajo fuertes lluvias e inundaciones peligrosas a partes del sureste de Texas (especialmente a las ciudades de Galveston y  Beaumont) a medida que su movimiento se desaceleró gradualmente sobre la tierra. Se necesitaron docenas de rescates de agua antes del 19 de septiembre, ya que las áreas se vieron abrumadas por la lluvia, y algunas áreas experimentaron más de 43 pulgadas (109,2 cm; 109,2 cm) de lluvia.

## Impactos

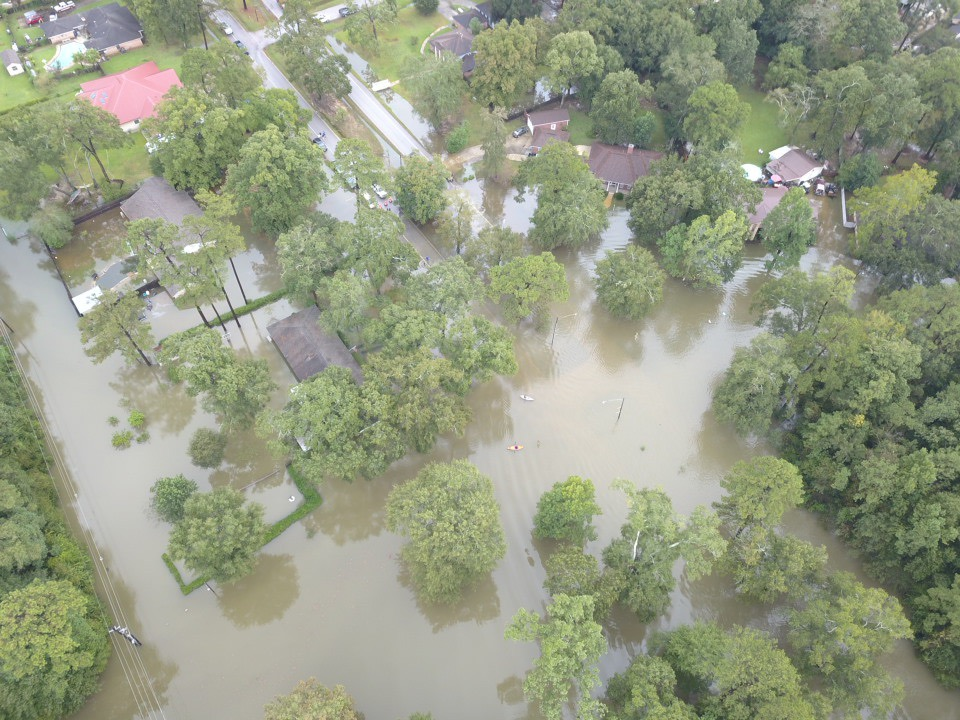
Vista aérea de las inundaciones en Bosque Romano.

Durante la mañana del 19 de septiembre, Imelda causó inundaciones generalizadas en el sureste de Texas y el  Área de Houston, causando que muchos de los bayou s locales abrieran sus bancos e inundaran áreas residenciales. Más de 1,000 personas han sido rescatadas de las inundaciones. Todos los servicios de autobús y ferrocarril se han cerrado temporalmente en Houston. El techo de un edificio Servicio Postal de los Estados Unidos se derrumbó, dejando a tres personas con heridas leves. El Aeropuerto Intercontinental George Bush cerró durante unos 90 minutos debido a las inundaciones en las pistas, cancelando 655 vuelos. Más de 38 pulgadas (96,5 cm; 96,5 cm) de lluvia cayó en  Beaumont. 41,81 pulgadas (106,2 cm; 106,2 cm) pulgadas de lluvia se informaron en  I-10 entre  Winnie y Beaumont, con casi 30 pulgadas (76,2 cm; 76,2 cm) cayendo en solo 12 horas. La lluvia cayó a más de 5 pulgadas (12,7 cm; 12,7 cm) por hora en varios lugares.
Un hombre en una camioneta sumergida fue declarado muerto, presumiblemente debido a ahogamiento, en un hospital local en Houston. Otro hombre fue electrocutado y ahogado, aumentando el número de muertos de 1 a 2.
El 18 de septiembre, se observó un tornado de intensidad desconocida cerca de  Highlands en Texas, y destruyó un granero. No se han reportado heridos aún relacionados con el tornado.